# Biskupi mohylewscy
Biskupi mohylewscy – biskupi diecezjalni (jednocześnie arcybiskupi metropolici) i biskupi pomocniczy archidiecezji mohylewskiej.

## Biskupi

### Biskupi diecezjalni
| Lata urzędowania | Biskup | Biskup                           | Uwagi                                                   |
| ---------------- | ------ | -------------------------------- | ------------------------------------------------------- |
| 1783–1826        |        | Stanisław Bohusz Siestrzeńcewicz |                                                         |
| 1828–1831        |        | Kacper Kazimierz Cieciszowski    |                                                         |
| 1841             |        | Ignacy Ludwik Pawłowski          |                                                         |
| 1849–1851        |        | Kazimierz Roch Dmochowski        |                                                         |
| 1851–1855        |        | Ignacy Hołowiński                |                                                         |
| 1856–1863        |        | Wacław Żyliński                  |                                                         |
| 1872–1883        |        | Antoni Fijałkowski               |                                                         |
| 1883–1889        |        | Aleksander Gintowt-Dziewałtowski |                                                         |
| 1891–1899        |        | Szymon Marcin Kozłowski          |                                                         |
| 1901–1903        |        | Bolesław Hieronim Kłopotowski    |                                                         |
| 1903–1905        |        | Jerzy Józef Szembek              |                                                         |
| 1908–1909        |        | Apolinary Wnukowski              |                                                         |
| 1910–1914        |        | Wincenty Kluczyński              | następnie arcybiskup tytularny Philippopolis in Thracia |
| 1917–1939        |        | Edward von Ropp                  |                                                         |

### Biskupi pomocniczy
| Lata urzędowania | Biskup | Biskup                           | Uwagi                                                                      |
| ---------------- | ------ | -------------------------------- | -------------------------------------------------------------------------- |
| 1783–1801        |        | Jan Benisławski                  | koadiutor                                                                  |
| 1798–1811        |        | Cyprian Odyniec                  |                                                                            |
| 1815–1840        |        | Walery Henryk Kamionko           |                                                                            |
| 1823–1831        |        | Mateusz Lipski                   |                                                                            |
| 1825–1829        |        | Joachim Józef Grabowski          |                                                                            |
| 1848–1851        |        | Ignacy Hołowiński                | koadiutor, następnie arcybiskup metropolita mohylewski                     |
| 1858–1871        |        | Józef Maksymilian Staniewski     |                                                                            |
| 1872–1876        |        | Jerzy Iwaszkiewicz               |                                                                            |
| 1882–1883        |        | Aleksander Gintowt-Dziewałtowski | koadiutor, następnie arcybiskup metropolita mohylewski                     |
| 1891–1897        |        | Franciszek Symon                 | następnie biskup diecezjalny płocki (nominat)                              |
| 1897–1901        |        | Karol Antoni Niedziałkowski      | następnie biskup diecezjalny łucki i żytomierski                           |
| 1908–1925        |        | Jan Cieplak                      | następnie arcybiskup metropolita wileński (nominat)                        |
| 1908–1913        |        | Stefan Denisewicz                |                                                                            |
| 1928–1943        |        | Teofilius Matulionis             | następnie biskup diecezjalny Koszedar, błogosławiony Kościoła katolickiego |